# Vyšní Lhoty
Vyšní Lhoty är en ort i Tjeckien. Den ligger i den östra delen av landet, 290 km öster om huvudstaden Prag. Vyšní Lhoty ligger 378 meter över havet och antalet invånare är 805.
Terrängen runt Vyšní Lhoty är kuperad åt sydost, men åt nordväst är den platt. Runt Vyšní Lhoty är det glesbefolkat, med 11 invånare per kvadratkilometer. Närmaste större samhälle är Havířov, 16,1 km norr om Vyšní Lhoty. I omgivningarna runt Vyšní Lhoty växer i huvudsak blandskog.